# بريوز (أورن)
بريوز هي بلدية في أورن من نورماندي في شمال غرب فرنسا.